# Biologisk klassifikation
Biologisk klassifikation eller videnskabelig klassifikation inden for biologi, er en metode, som biologer anvender til at gruppere og kategorisere arter. Biologisk klassifikation er videnskabelig taksonomi, og den må skelnes fra folkelig taksonomi, der mangler videnskabeligt grundlag. Moderne, biologisk klassifikation bygger på Carl von Linnés arbejder, hvor han grupperede arterne efter fællestræk i deres fysiske kendetegn. Disse inddelinger er senere blevet revideret for at forbedre sammenhængen med Charles Darwins princip om fælles afstamning. Molekylær systematik, der bruger DNA-sekvenser, har dannet baggrund for mange af de nyeste ændringer, og sådan vil det formentlig fortsætte. Biologisk klassifikation er en del af videnskabsretningen biologisk systematik.

## Tidlige systemer

### Antikken og Middelalderen
De nuværende klassificeringssystemer for de forskellige grupper af levende væsner nedstammer fra en tænkning, som blev fremsat af den græske filosof Aristoteles. Han lancerede i sine metafysiske og logiske arbejder den ældst kendte klassifikation af alting overhovedet eller af "det værende". Det er den baggrund, der har givet os begreber som substans, art og slægt, og det var den, som Linné bevarede i en modificeret og mindre generel form.
Aristoteles studerede også dyr og klassicerede dem i forhold til deres formeringsmåde, en fremgangsmåde, som Linné senere fastholdt for planternes verden. Aristoteles' dyreklassifikation blev dog snart forældet på grund af ny viden, og den gik i glemmebogen.

### Filosofisk klassifikation
Den filosofiske klassifikation er i kort form som følger: Den primære substans er de individuelle væsner, f.eks. Peter, Poul, osv. Den sekundære substans er et prædikat, som passende eller karakteriserende kan føjes til en klasse af primære substanser, f.eks menneske om Peter, Paul, osv. Karakteristikken må ikke kun gælde for et enkelt individ, som f.eks. det at være grammatikkyndig. Grammatisk færdighed udelukker de fleste Peter'e og kan altså ikke kendetegne dem alle. Omvendt er menneske (menneskeheden) en større gruppe end Peterne (som kan siges at tilhøre menneskeheden), mens begrebet menneske ikke er udtømt i og med at den har optaget Peterne.
Arten er det sæt af egenskaber, som er fælles for dens individer. Det mest karakteristiske, man kan sige om Peter, er at Peter er et menneske. Man postulerer en identitet: "menneske" er lig med alle sine individer og kun disse individer. Alle medlemmer af en art er alle af fuldstændigt samme type.
Overenheden (i biologien: slægten) er et sæt af egenskaber, der er mindre karakteristiske for arten og samtidigt mere omfattende. For eksempel er et menneske også et dyr, men ikke alle dyr er mennesker. det står klart, at en overenhed rummer én eller flere arter. I den aristoteliske systematik er der ingen grænser for, hvor mange overenheder, der kan rumme en og samme art. Aristoteles samler ikke overenheder i familier, ordener, klasser osv., sådan som den Linnéske klassifikation gør.
Den egenskab, som adskiller én art fra en anden indenfor en overenhed, er den specifikke forskel. Menneske kan således forstås som summen af de specifikke forskelle ("differentiae" i biologien) i mindre og mindre generelle kategorier. Denne sum er definitionen. Mennesket er f.eks. et besjælet, sansende, rationelt væsen. Den mest karakteristiske definition indeholder artsbeskrivelsen og den første, generelle overenhed: mennesket er et rationelt dyr. Definition baseres derfor på enhedsproblemet: arten er én, men har mange specifikke forskelle.
De allerøverste overenheder er de aristoteliske kategorier. der er 10: én for substans og ni for ”tilfældigheder”, generelle begreber, som må være "i"en substans. Substanser eksisterer i sig selv, men tilfældighederne kun i substanserne: mængde, kvalitet osv. Der er ikke nogen højere kategori, "det værende", på grund af følgende problem, som først blev løst i Middelalderen af Thomas Aquinas: en specifik forskel er ikke kendetegnende for sin overenhed. Hvis mennesket er et rationelt dyr, så er rationalitet ikke en egenskab hos dyr. Substans kan derfor ikke være noget værende, da det værende ikke kan have en specifik forskel, der i givet fald ville være ”ikke-eksistens”.
Problemet med det værende optog filosofferne i Middelalderen. Thomas Aquinas' løsning, kaldet analogien om det værende, etablerede ontologi som et forskningsområde. Det fik en hel del opmærksomhed, og det trak en linje mellem filosofi og eksperimentel videnskab. Det sidstnævnte opstod i renæssancen ud fra praktiske teknikker. Den største videnskabelige klassifikator, Linné, der var en strålende forsker i klassiske sprog, kombinerede de to på tærsklen til den store neo-klassicistiske bølge, som nu kaldes for oplysningstiden.

### Renæssancen og rationalismen
Den svejtsiske professor, Conrad von Gesner (1516-1565), gjorde et vigtigt fremskridt. Hans arbejde bestod i en kritisk samling af alt liv, som var kendt på den tid.
Udforskningen af dele af den nye verden frembragte et stort antal nye planter og dyr, som man måtte have beskrevet og klassificeret. Det gamle system gjorde det besværligt at undersøge og placere alle disse nye eksemplarer i en eksisterende samling. Ofte fik de samme planter eller dyr forskellige navne, fordi antallet af eksemplarer var for stort til, at man kunne huske dem alle. Der var behov for et system, der kunne gruppere disse eksemplarer, så man kunne finde dem igen. Det binominelle system blev udviklet på basis af morfologiske kendetegn, sådan at grupperne bestod af eksemplarer med ensartet udseende. En omhyggelig undersøgelse af dyr blev indledt i den sidste del af det 16. århundrede og i begyndelsen af det 17. Man begyndte med de velkendte slags og udvidede efterhånden undersøgelsen, indtil man havde samlet tilstrækkelig viden, der kunne bruges som anatomisk basis for en klassifikation. Fremskridtene i brugen af den nye metode står i gæld til medicinske anatomer som Fabricius (1537–1619), Petrus Severinus (1580–1656), William Harvey (1578–1657) og Edward Tyson (1649–1708). Ved klassifikationen af leddyr var det først og fremmest indsatsen fra entomologer og de første brugere af mikroskopet, man byggede på, folk som Marcello Malpighi (1628–1694), Jan Swammerdam (1637–1680) og Robert Hooke (1635–1702). Lord Monboddo (1714-1799) var en af de tidlige, abstrakte tænkere, hvis arbejder illustrerer periodens viden om arternes indbyrdes slægtskabsforhold. Han var desuden en forløber for evolutionsteorien.

### Tidlige metodikere
Fra og med den sidste halvdel af det 15. århundrede havde en række forfattere været optaget af, hvad de kaldte methodus (metode). Med metode mente de en ordning af mineraler, planter og dyr efter nogle logiske inddelingsprincipper. Udtrykket metodikere blev udmøntet af Linné i hans værk Bibliotheca Botanica, og det skulle betegne forfattere, som er omhyggelige med principperne for klassifikation (i modsætning til indsamlere, som først og fremmest er optaget af at beskrive planter, men som tager meget lidt eller slet intet hensyn til at få dem anbragt i slægter osv.). Vigtige tidlige metodikere var bl.a. en italiensk filosof, læge og botaniker, Andrea Caesalpino, en engelsk naturhistoriker, John Ray, en tysk læge og botaniker, Augustus Quirinus Rivinus og en fransk læge, botaniker og opdagelsesrejsende, Joseph Pitton de Tournefort.

#### Andrea Caesalpino
Andrea Caesalpino (1519–1603) foreslog den første, metodiske ordning af planter i sit værk, De plantis libri XVI (1583). Han inddelte planterne i femten ”højere niveauer” efter strukturen i stamme og frugtanlæg.

#### John Ray
John Ray (1627–1705) var en engelsk naturhistoriker, som offentliggjorde vigtige værker om planter, dyr og naturteologi. Hans tilgang til klassifikation af planter i værket Historia Plantarum blev et væsentligt skridt i retning af moderne taxonomi. Ray afviste den tvedelte fremgangsmåde, hvor hver art blev klassificeret efter et forud tilrettelagt enten/eller-typesystem. I stedet klassificerede han planter efter ligheder og forskelle, som viser sig ved nærmere undersøgelse.
Både Caesalpino og Ray brugte traditionelle plantenavne, og derfor henviste en plantes navn ikke til dens taxonomiske position. Skønt æble og pære tilhørte forskellige ”højere niveauer” ifølge John Rays ”methodus”, beholdt de begge deres traditionelle navne, henholdsvis ”Malus” og ”Malus Persica”. Rivinus og de Tournefort tog et skridt videre og gjorde slægtsforholdet til et klart udskilt niveau inden for det taxonomiske hierarki, og de indførte skikken at navngive planter efter deres slægter.

#### Augustus Quirinus Rivinus
Augustus Quirinus Rivinus (1652–1723) indførte kategorien orden i sin klassifikation af planter baseret på blomsternes kendetegn, hvad der svarede til de ”højere” niveauer hos John Ray og Andrea Caesalpino. Han var den første til at afskaffe den gamle opsplitnig af planter i urter og træer, og han fastholdt, at den rette opdeling burde baseres på frugtanlæggene alene. Rivinus brugte i vidt omfang enten-eller nøgler i definitionen af både ordener og slægter. Hans navngivningsmetodik for plantearter lignede Joseph Pitton de Tourneforts. Navnene på alle planter tilhørende samme slægt burde begynde med samme ord (slægtsnavnet). I slægter med mere end en art skulle den første art bære slægtsnavnet alene, mens de næstfølgende fik navne med en kombination af slægtsnavnet og et modificerende udtryk (differentia specifica).

#### Joseph Pitton de Tournefort
Joseph Pitton de Tournefort (1656–1708) indførte et endnu mere gennemtænkt hierarki med klasse, sektion, slægt og art. Han var den første til at bruge en gennemført ensartet navngivning, hvor hvert navn bestod af slægtsnavnet og en diagnostisk sætning i mange ord for at beskrive differentia specifica (artens særtræk). I modsætning til Rivinus anvendte han differentiae for alle arter i slægter med flere medlemmer.

## Moderne systemer

### Linné
Carl von Linné (1707–1778) blev født to år efter John Rays død. Hans hovedværk, Systema Naturae (1. udg. 1735), blev genudgivet 12 gange i hans egen levetid. Her opdelte han naturen i tre riger: mineralriget, planteriget og dyreriget. Linné brugte fem rangordner: klasse, orden, slægt, art og varietet.
Han opgav de lange, beskrivende navne for klasser og ordener og de slægtsbetegnelser i to ord, som stadig blev brugt af hans forgængere (Rivinus og Pitton de Tournefort). I stedet brugte han navngivning i enkeltord, forsynede slægterne med detaljerede beskrivelser (characteres naturales), og henførte talrige varieteter til de pågældende arter, sådan at han befriede botanikken fra det kaos af nye former, som blev fremavlet af gartnere.
Linné er bedst kendt for indførelsen af den også i dag anvendte metode til formulering af et videnskabeligt artsnavn for enhver art. Før Linné havde man brugt lange navne, bestående af mange ord (slægtsnavnet og en differentia specifica), men da disse navne indeholdt en beskrivelse af arten, var de ikke fastlagt én gang for alle. I sin Philosophia Botanica (1751) gjorde Linné sig alle mulige anstrengelser for at forbedre navnenes sammensætning og reducere længden af de lange, beskrivende tilføjelser ved at afvise unødvendig retorik, indføre nye beskrivende fagudtryk samt definere deres betydning med en hidtil ukendt præcision. Sent i 1740'erne begyndte Linné at bruge et parallelt system til navngivning af arter med såkaldte nomina trivialia (trivialnavne) Et nomen triviale var en tilføjelse på et enkelt eller to ord, som han anbragte på sidens margin ud for det "videnskabelige" navn med de mange, forklarende ord. Linné fastsatte i den forbindelse kun få regler, nemlig at trivialnavnene skulle være korte, at de kun skulle gælde for én art i slægten, og at de ikke måtte ændres. Linné brugte disse nomina trivialia systematisk for plantearterne i Species Plantarum (1. udg. 1753) og for dyrearterne i den 10. udgave af Systema Naturae (1758).
Ved at bruge disse artstilføjelser adskilte Linné nomenklatur fra taxonomi. Selv om den parallelle brug af nomina trivialia og de lange, beskrivende navne fortsatte indtil sidst i det 18. århundrede, blev den gradvist erstattet af den nye fremgangsmåde med korte navne bestående af slægtsnavnet og artstilføjelsen. I det 19. århundrede blev den nye praksis kodificeret i det første sæt "Rules and Laws of Nomenclature", hvor 1. udgave af Species Plantarum og 10. udgave af Systema Naturae blev valgt som startpunkter for henholdsvis botanisk og zoologisk nomenklatur.
I dag findes otte taxonomiske niveauer: domæne, rige, række, klasse, orden, familie, slægt, art, selv om niveauerne afviger en smule, hvis man sammenligner zoologi og botanik.

### Evolutionær klassifikation
Mens Linnés hovedprincip var at klassificere, sådan at genkendelse blev så let som mulig, er det reglen i dag, at man klassificerer, sådan at det afspejler det Darwinske princip om fælles afstamning.
Siden 1960'erne er der opstået en udvikling i retning af at arrangere de taxonomiske grupper (af "taxa", som er flertal af "taxon") i et evolutionstræ. Den kaldes Kladistisk taxonomi (eventuelt kladistik eller kladisme). Hvis et taxon omfatter alle efterkommere af et givet ophav, kaldes det monofyletisk, modsat parafyletisk. Andre grupperinger kaldes polyfyletiske.
En ny formel kodex for navngivning, PhyloCode, der kommer til at hedde "International Code of Phylogenetic Nomenclature" (ICPN), er under udvikling for tiden. Det er hensigten, at den skal kunne håndtere navnegrupper, der endnu ikke har et anerkendt niveau, og herved afviger den fra den velkendte, Linné'ske taxonomi. Hvis det skulle lykkes, er det uklart, hvordan man vil koordinere de forskellige kodex'er.

### Riger og domæner
Domæne er en relativt ny gruppering. Det tredelte domænesystem blev først indført i 1990, men det blev først alment accepteret noget senere. Nu bruger hovedparten af biologerne domænesystemet, mens et stort mindretal stadig anvender opstillingen med fem riger. Et lille mindretal af videnskabsfolk føjer Archaea til som et sjette rige, men accepterer ikke domænemodellen.
Ét hovedtræk ved tre-domæne systemet er, at det adskiller arker og bakterier, der tidligere blev samlet i ét rige, bakterier (et rige, som af og til kaldes Monera). På den baggrund ses de tre domæner for alle levende væsener som henholdsvis Archaea, Bacteria og Eukaryota (der rummer eukaryoter med cellekerne). Thomas Cavalier-Smith, som har skrevet omfattende om klassifikation af protister, har for nylig udkastet den teori, at Neomura, den gruppering, der samler Arker og Eukaryoter, kan have udviklet sig fra Bakterier, eller mere præcist fra Aktinobakterier (”strålesvampe”).
| Linnaeus 1735 2 riger | Haeckel 1866 3 riger | Chatton 1937 2 imperier | Copeland 1956 4 riger | Whittaker 1969 5 riger | Woese et al. 1977 6 riger | Woese et al. 1990 3 domæner |
| --------------------- | -------------------- | ----------------------- | --------------------- | ---------------------- | ------------------------- | --------------------------- |
| (not treated)         | Protister            | Prokaryoter             | Monera                | Monera                 | Eubacteria                | Bakterier                   |
| (not treated)         | Protister            | Prokaryoter             | Monera                | Monera                 | Archaebacteria            | Arker                       |
| (not treated)         | Protister            | Eukaryoter              | Protister             | Protista               | Protista                  | Eukarya                     |
| Vegetabilia           | Planter              | Eukaryoter              | Protister             | Svampe                 | Svampe                    | Eukarya                     |
| Vegetabilia           | Planter              | Eukaryoter              | Planter               | Planter                | Planter                   | Eukarya                     |
| Dyr                   | Dyr                  | Eukaryoter              | Dyr                   | Dyr                    | Dyr                       | Eukarya                     |

## Autornavne
For at skabe mere entydighed, da det samme navn ofte er brugt i forskellig betydning, tilføjer man ofte et autornavn efter taxonnavnet, altså efter f.eks. slægtens eller artens navn. Autornavnet er navnet på den person, som først publicerede en gyldig beskrivelse af taxonet. Disse navne forkortes inden for botanik, f.eks. er "L." standardforkortelsen for Linné. Inden for botanikken findes en reguleret liste over standardforkortelser, men systemet med at knytte autoritetsnavne til artsnavnet er en smule afvigende hos de forsekellige grene af biologien. Under alle omstændigheder er det standard, at hvis artens navn eller indplacering er blevet ændret efter den oprindelige beskrivelse, anbringer man autoritetens navn i parentes. Inden for botanik tilføjes desuden autoriteten for det nye navn.